# Ninni Eglén
Ingrid "Ninni" Eglén z d. Kyséla (ur. 1 maja 1967 w Göteborgu) – szwedzka szpadzistka, złota medalistka mistrzostw świata.
Podczas mistrzostw świata w Orleanie w 1988 roku zdobyła brązowy medal w turnieju indywidualnym, plasując się za Francuzkami: Brigitte Benon i Sophie Moressée-Pichot. Był to jedyny medal wywalczony przez Eglén w zawodach tego cyklu i pierwszy w historii medal dla Szwecji w tej konkurencji.
Po zakończeniu kariery była między innymi sędzią sportowym i trenerem.